# Wachtangow-Theater

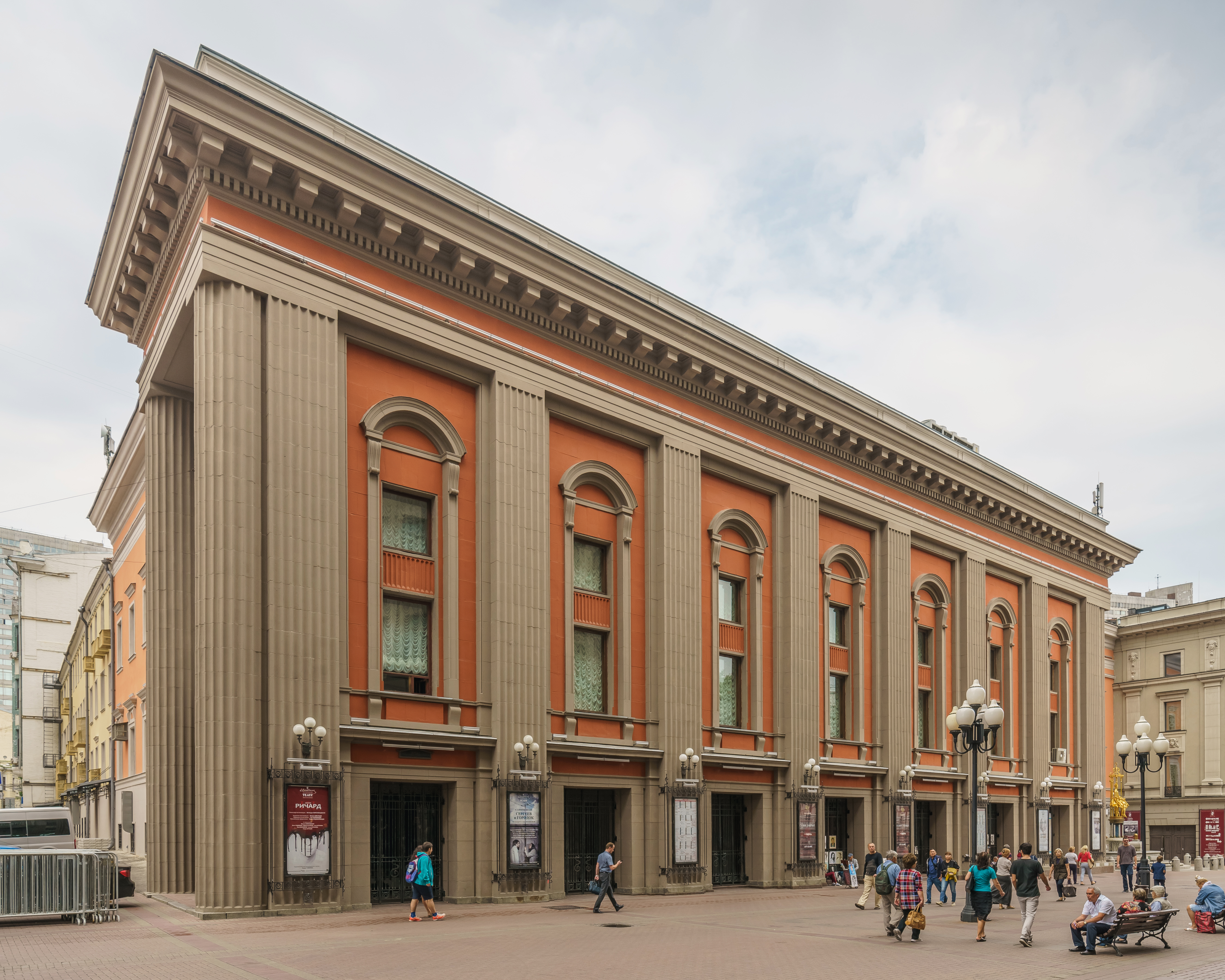
Das Hauptgebäude des Theaters

Das Moskauer Wachtangow-Theater (eigentl. Staatliches Akademisches Wachtangow-Theater Moskau, russisch Государственный академический театр имени Вахтангова) befindet sich auf dem Alten Arbat, einer beliebten Flaniermeile im historischen Zentrum Moskaus.
Das Theater ist nach dem russischen Schauspieler und Theaterregisseur Jewgeni Wachtangow benannt. 1956 erhielt es den Ehrentitel Akademisches Theater. Das Schauspielhaus bietet Dramentheater und Gastspiele von Theatern aus verschiedenen Regionen Russlands. Außerdem besitzt es eine weiterführende Bildungseinrichtung, die Schtschukin-Theaterhochschule.
Der künstlerische Leiter des Wachtangow-Theaters, Schauspieler und Regisseur Michail Uljanow, verstarb am 26. März 2007. Sein Nachfolger wurde der russisch-litauische Regisseur Rimas Tuminas.